# Association pour la protection des sites naturels et historiques de la Moutte, des Salins et des Cannebiers de Saint-Tropez
Créée le 24 février 1964 par Anne Troisier de Diaz et la princesse Eugénie de Grèce au château de la Moutte, l’Association pour la protection des sites naturels et historiques de la Moutte, des Salins et des Cannebiers de Saint-Tropez protège depuis 80 ans Saint-Tropez,.

## Historique
En 1964, Anne Troisier de Diaz, petite-fille d'Émile Ollivier, et la princesse Eugénie de Grèce décident de fonder une association pour protéger les sites naturels de la presqu’île de Saint-Tropez des dangers du tourisme de masse (pollution, bétonnage du littoral...). L'Association loue la plage des Salins pour le Franc symbolique et se charge de son nettoyage, de son entretien. Elle interpelle les ministères, jouant des relations de ses fondatrices. En 1971, Albin Chalandon, alors ministre de l'Équipement et du Logement, leur répond et leur rappelle les dispositifs en place pour limiter une urbanisation sauvage des côtes.
À sa mort, Anne Troisier de Diaz fait donation au Conservatoire du littoral du château de la Moutte où siègera l'association jusqu'à 2022,.
En quatre vingt ans, L'Association a empêché de nombreux projets menaçant le littoral et les sites naturels, tel que la construction de parkings, l'implantation de ports de plaisance menaçant les posidonies et l'écosystème, des routes de contournement ou encore une station d'épuration. L'Association se bat également contre les constructions illégales des particuliers sur la presqu'île de Saint-Tropez.
En 2010, par modification de ses statuts, l'Association étend son activité à l'ensemble de la Presqu'île de Saint-Tropez.
Au cours des douze dernières années, l'Association a mené un combat contre les nuisances sonores des hélicoptères et a obtenu des résultats très positifs pour les Salins, la Moutte et les Canoubiers qui sont nettement moins survolés qu'auparavant.
L'Association, forte de 300 familles membres, est aujourd'hui présidée par François Michiels, qui est également le délégué général du Festival "Les Nuits du Château de la Moutte". Les Salins, la Moutte et les Cannebiers restent des environnements particulièrement préservés, exempts de commerces et de bétonnage.

## Actions notables
- 2014 : l'étang des Salins (vivier romain) est classé en zone biotope[5].
- 2018 : Après un recours de l'Association, le tribunal administratif de Toulon annule à travers deux jugements les arrêtés préfectoraux du 2 avril, 19 juillet et du 6 août 2015, ainsi que ceux du 9 juin et du 2 août 2017, ce qui a pour effet de limiter à 200 le nombre de mouvements annuels par hélisurfaces[6],[7].
- 2021 : Après un nouveau recours de l'Association, le tribunal administratif de Toulon déclare le sous-préfet de Draguignan incompétent en matière de régulation du trafic aérien.